# Sanaa Altama
Sanaa Altama (Lilla, 23 luglio 1990) è un ex calciatore ciadiano con cittadinanza francese, di ruolo centrocampista.

## Carriera

### Club
Nella stagione 2011-2012 ha giocato 17 partite in Ligue 1 con il Digione.

### Nazionale
Tra il 2015 ed il 2016 ha giocato 2 partite in nazionale.

## Palmarès

### Club

#### Competizioni nazionali
- Championnat National: 1

Châteauroux: 2016-2017